# A Reichstag felgyújtása
A Reichstag felgyújtása (németül: Reichstagsbrand) a német parlament épületét pusztította el 1933. február 27-én. A gyújtogatást egy magányos holland kommunista, Marinus van der Lubbe követte el, aki semmilyen párttal nem állt kapcsolatban, ám igencsak bántotta a munkásosztály helyzete, így az épület felgyújtásával kívánt tiltakozni, és ellenállásra serkenteni a munkásokat. A férfi láthatólag zavart volt, amikor rátaláltak, és félmeztelenül mozgott a Reichstagban. A tűz nagyon gyorsan terjedt szét az ülésteremben, magas lángcsóvát hagyva. A tüzet megfékezni lehetetlen volt, a gyönyörű épület teljesen kiégett.
Hitler gyorsan kihasználta az adódó alkalmat és a felelősséget nagyon hamar a kommunistákra hárította, elérve pártjuk betiltását. A tűzvészt kihasználva Hitler elérte, hogy felfüggesszék a weimari alkotmány legfontosabb pontjait, és parlament nélkül, szükségrendeletekkel kormányozhasson. A kommunista mandátumokat megsemmisítette, a párt tagjait az ekkor felállított koncentrációs táborokba hurcoltatta. Ezt követően megszavaztatta a felhatalmazási törvényt. A hadsereget nem az alkotmányra, hanem saját személyére eskette fel. Megsemmisítette a demokráciát, diktatúrát vezetett be. Valójában sokakban már akkor felvetődött, hogy a tűzvész kizárólag a nemzetiszocialisták érdekét szolgálta. A Georgi Dimitrov és más Berlinben élő kommunisták ellen indított perben Dimitrov és társai bűnösségét még a korai Hitler-korszak bírósága sem állapította meg, mivel a Gestapo egyezséget kötött a szovjetekkel átadásukról.

## Előzmények
Adolf Hitlert, a Nemzetiszocialista Német Munkáspárt vezetőjét Paul von Hindenburg birodalmi elnök 1933. január 30-án kinevezte Németország kancellárjává és egy jobboldali pártokból álló koalíció vezetője lett. Kinevezése a német politikai elit vezetőinek volt köszönhető, akik úgy látták, hogy a népszerű Hitlert szolgálatukba állítva képesek lesznek egy kormányzóképes jobboldali kormányzatot létrehozni, amely a harmincas évek Weimari Köztársaságában már szinte lehetetlennek bizonyult. A kinevezés legnagyobb támogatója Franz von Papen konzervatív vezető volt, aki remélte, hogy alkancellári pozíciójából képes lesz befolyásolni Hitlert. Kinevezésének másik oka az volt, hogy a régi elit gyűlölte a Weimarban létrehozott köztársaságot, és ezért segített annak aláásni alapjait, azonban képtelenek voltak végrehajtani az általuk óhajtott fordulatot, és remélték Hitler ebben is segítségükre lehet.
Az új kormánynak hamar komoly problémát okozott, hogy nem rendelkezett abszolút, csupán relatív többséggel a Reichstagban, amely nagyon megnehezítette a dolgukat. Többséget csak a KPD betiltásával szerezhettek volna, ám ez esetben félő volt, hogy általános sztrájk tör ki. Hitler a Centrum Párttal is folytatott tárgyalásokat a Reichstag összehívásának 12 hónappal történő elhalasztásáról, ám egyik fél sem kívánt igazán megegyezni. Végül sikerült Hindenburgot meggyőzni a Reichstag feloszlatásának szükségességéről, és az új választások kiírásáról, amely lehetőleg olyan helyzetet teremt, ami segít a felhatalmazási törvény elfogadni. Az új választásokat március 5-ére írták ki. Az új választás során a nemzetiszocialisták igyekeztek minden eszközt felhasználni, hogy a maguk javára billentsék a mérleget, így a „Rendelet a német nép védelméről” nevet viselő rendelettel sikerrel alkalmazták azt az ellenzéki lapok és összejövetelek betiltására.
Marinus van der Lubbe holland munkások leszármazottja volt, és a kommunista párt ifjúsági szervezetének is tagja volt, azonban 1931-ben megszakította kapcsolatát velük. 1933. február 18-án érkezett meg Berlinbe, ahol feltett szándéka volt, hogy egy látványos tiltakozóakcióval serkentse a munkásokat a kormány elleni felkelésre. Február 25-én három különböző épületben próbált tüzeket gyújtani, ám nem járt sikerrel. Két nap múlva, február 27-én a Reichstag épületét vette célba, ám nem is sejthette ennek milyen következményei lesznek.

## A tűz

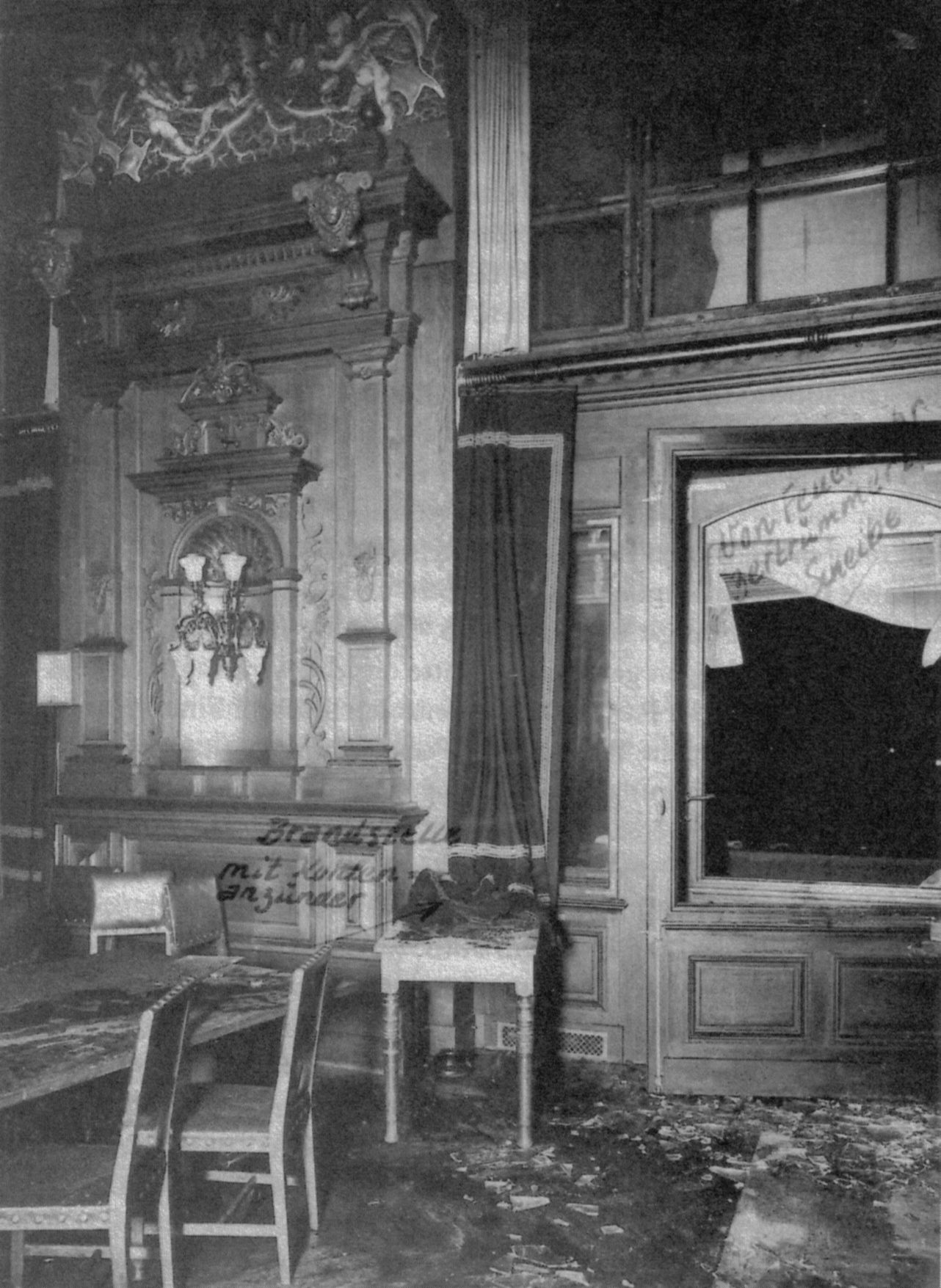
Az ablak, amelyen Lubbe feltételezhetőleg bejutott az épületbe

Február 27-én este, 21 órakor a gyenge látású Lubbe egyedül, egy ablakot betörve mászott be a Reichstag épületébe, és ott mintegy hatvan tüzet gyújtott meg. Azonban nem járt szerencsével, hiszen sem a bútorok, sem az ajtók nem akartak tüzet fogni, így tizenhat percig képtelen volt nagyobb tüzet előidézni. Végül azonban mégis sikerült neki, ugyanis megtalálta a fabútorzatú képviselői üléstermet. Nagy segítségére volt, hogy az elnöki emelvény mögött több ezer kartont talált, amelyekre a képviselők nevei voltak felírva. Ezt a gyújtóanyagot kevesebb mint egy perc alatt szétszórta az emelvényen, majd meggyújtotta. Igazán nagy teljesítményt produkált, ugyanis mintegy 800 métert tett meg 16 perc alatt, és a rendőrök később megállapították, hogy életében először járt az épületben.
21 óra 14 perckor riadóztatták a 6. tűzoltóosztagot, és azonnal az égő Reichstaghoz vezényelték őket, ahová négy perc múlva érkezetek meg. A befelé vezető ajtók többsége zárva volt, így a tűzoltók hiába próbálták végig a keleti szárny két kapuját és a déli kaput, majd a nyugati kapuról is kiderült, hogy zárva van. Mivel a nyugati oldalon tisztán látni lehetett a bent égő tüzet, a tűzoltók létrákat támasztottak az ablakhoz, és azon keresztül hatoltak be az épületbe 21 óra 23 perckor. A tűzoltók számára már ekkor nyilvánvalóvá vált az, hogy gyújtogatás történt, hiszen a létrán felmászva a képviselői étterembe érkeztek, ahol négy tűzfészek is égett, ezeket azonban könnyedén eloltották. Negyed órával a tűzoltók érkezése után a rendőrség emberei is megérkeztek, és elkezdett a tömeg gyülekezni az égő épület előtt. 21 óra 35 perckor már az SA és az SS emberei is megjelentek, akik főleg a tömeget igyekeztek távol tartani az égő épülettől. Eközben a tűzoltók folytatták az oltást, azonban valójában a jelentéktelen gócokat oltották el, és eközben az ülésteremben egyre nagyobbra csaptak a lángok. A hő annyira megnőtt itt, hogy az ülésterem feletti üvegkupola egyszerűen szétrobbant a hő és a nyomás hatására. A tűz szerencsére nem tudott átterjedni más épületekre, mivel a Reichstag igen elszigetelten állt Berlin közepén.
Nem sokkal a tűz kitörése előtt, este kilenctől Günther Gereke munkaügyi megbízott tartott sajtótájékoztatót a munkanélküliség megoldásáról a Reichstag közelében lévő Sajtóházban. Alig kezdődött el az esemény, amikor valaki besietett, és kijelentette, hogy ég a Reichstag. Az újságírók sietve hagyták el a sajtótájékoztatót és indultak az égő épülethez. Ernst Hanfstaengl és Hitler ekkor éppen Joseph Goebbels házába voltak hivatalosak, azonban Hanfstaengl megbetegedett, és így inkább Hermann Göring rezidenciáján maradt. Este kiáltozására ébredt fel, és ő értesítette Hitlert telefonon a Reichstag felgyújtásáról. Ezután Hitler és Goebbels az épülethez sietett, ahol már jelen volt Göring és nem sokkal később Franz von Papen alkancellár is megérkezett. Az összegyűlt vezetők úgy látták, hogy ez egy kommunista lázadás közvetlen előzménye, amely félelmet csak súlyosbítottak a három nappal ezelőtt a KPD főhadiszállásán talált dokumentumok. Bár valójában semmi lényegeset nem fedeztek fel, a rendőrség és Göring azt állította, hogy rengeteg árulásra utaló iratot foglaltak le.
Van der Lubbét a rendőrök a helyszínen 21 óra 26 perckor elfogták, amikor az félmeztelenül álldogált a Bismarck-teremben. Az őt elfogó két rendőr egyike többször arcon is ütötte a hollandot. Lubbe a kihallgatás során mindent bevallott, elmondása szerint gyufával és gyújtóssal idézte elő a tüzet tiltakozásként. A helyszínen egy sapkát, egy nyakkendőt és egy darab szappant találtak. A rendőrök egyértelműen magányos gyújtogatást láttak az esetben. Göring azonban azt közölte Hitlerrel, hogy a gyújtogatás egy kommunista felkelés közvetlen előjátéka, és Lubbén kívül több kommunista az épületben tartózkodott a tűz kitörése idején. Bár Rudolf Diels megpróbálta Hitlerrel közölni a kihallgatás eredményét, utóbbi hisztérikus állapotban volt, és azt kiabálta, hogy ez már régóta tervezett akció volt. Hitler annyira magán kívül volt, hogy képtelennek bizonyult világos parancsokat adni, ezért Göring adta ki az utasításokat helyette.

## Következmények

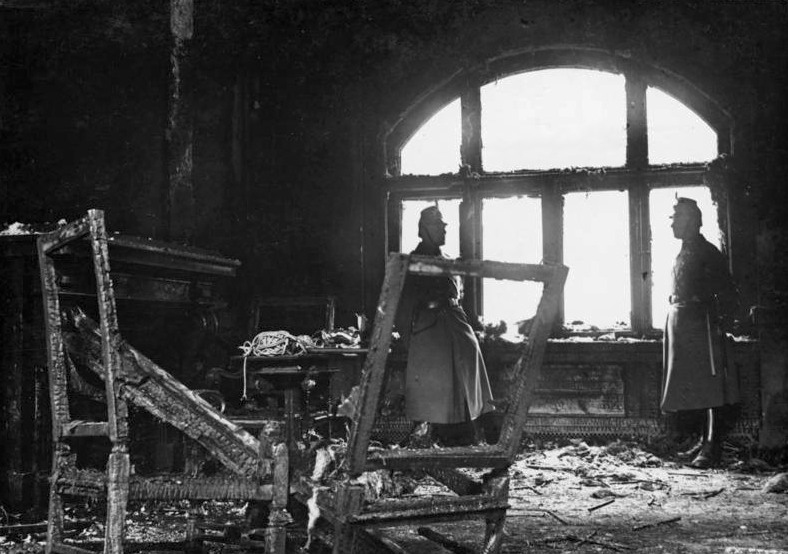
Rendőrök a kiégett Reichstagban

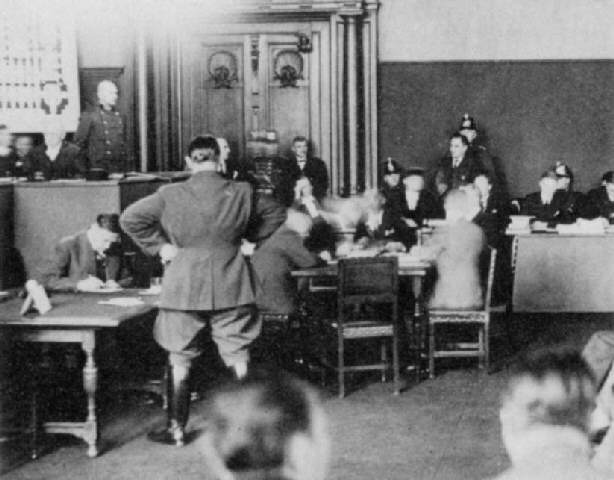
Hermann Göring a lipcsei per egyik tárgyalásán

Göring még aznap este elrendelte a teljes rendőri készültséget, feloldotta a fegyverhasználatot korlátozó rendelkezéseket és rendelkezett a kommunisták és a szociáldemokraták letartóztatásáról. Éjjel negyed tizenkettőkor Hitler értekezletet tartott a porosz belügyminisztériumban a Poroszországot érintő biztonsági kérdésekről, majd Goebbelsszel együtt a Völkischer Beobachter nemzetiszocialista újság szerkesztőségébe mentek, ahol rendelkeztek egy gyújtó hangvételű, egész oldalas cikk megírásáról. Ludwig Grauert államtitkár a szükségállapot bevezetését javasolta Poroszországban, a másnap Wilhelm Frick miniszter által benyújtott javaslat azonban ezt már az egész birodalomra kiterjesztette, és lehetőséget adott a kormánynak, hogy beleszóljon a tartományok ügyeibe. A szükségállapot bevezetése igen nagymértékben megnövelte Hitler hatalmát. „A nép és állam védelméről” szóló rendelet felfüggesztette a weimari alkotmányban foglalt személyes szabadságjogok közül a szólás-, az egyesülési és sajtószabadságot, a postai küldemények és a telefonbeszélgetések titkosságát. Megszüntette ezen kívül a tartományok autonómiáját, és feljogosította a birodalmi kormányt, hogy szükség esetén közvetlenül beavatkozhasson a rend helyreállítása érdekében.
A kommunista funkcionáriusok és képviselők összegyűjtése még a tűz éjszakáján elkezdődött, amelyet nagy brutalitással hajtottak végre. Az elsődleges célpontnak számító kommunistákon kívül elkezdődött a szociáldemokraták, szakszervezeti vezetők és baloldali értelmiségiek összegyűjtése is, akiket szintén börtönökbe vagy az SA és SS által fenntartott pincékbe szállítottak. Áprilisra mintegy 25 000 embert vettek így „védőőrizetbe”, ahol megverték, esetenként megkínozták vagy meg is gyilkolták őket. Az erőteljes fellépés azonban nagy tömegtámogatottságot élvezett, és az emberek nagy része üdvözölte a kommunisták elleni fellépést, és a szabadságjogokat felfüggesztő rendeletet. A március 4-i választásokon az NSDAP 43,9%-ot szerzett meg, koalíciós partnerei pedig 8%-ot, ám a baloldali pártok még így is maguknak tudhatták a választók szavazatainak ⅓-át. A fényes választási sikerhez nagymértékben hozzájárult a Reichstag felgyújtása utáni közhangulat.

### Lipcsei per
Lubbén kívül három bolgár kommunistát, Georgi Dimitrovot, Vaszil Tanevet és Blagoj Popovot és egy németet, Ernst Torglert, a KPD frakció elnökhelyettesét tartóztattak le a hatóságok, és fogtak perbe. Lubbét kihallgatása után teljesen elzárták a külvilágtól, még az újságírókat sem engedték a közelébe. A három bolgár letartóztatására március 9-én került sor, és a Reichstagbrandkomission (a Reichstag-tüzet kivizsgáló bizottság) elé vitték őket, majd megvádolták a tűz értelmi szerzésével. Popov esetén aktív közreműködés is a vádpontok között szerepelt. A vádat március 28-án közölték a foglyokkal. A vád azonban már kezdetben is tartalmazott képtelen állításokat, amelyeket a per folyamán ejteni kellett vagy pedig a vádlottak cáfolni tudtak.
A lipcsei per szeptember 21-én kezdődött meg a Birodalmi Legfelsőbb Bíróság épületében. A perre csupán Lubbe érkezett megbilincselve és rabruhában, a többi vádlottat bilincs nélkül vezették be a tárgyalóterembe. Az elnök, Bünger két napon keresztül a kommunisták által terjesztett „Barna könyv” hamisságát bizonygatta, amely a nemzetiszocialistákat vádolta a Reichstag felgyújtásával. Példának említette azt, hogy a Barna könyv szerint olyan ember vezette az akciót, aki a kérdéses időben nem is tartózkodott Berlinben, valamint hamisítványnak nyilvánította Lubbe útlevelét, holott a holland hatóságok megerősítették annak valódiságát. Lubbe azonban nem volt hajlandó alátámasztani a nemzetiszocialisták elméletét a kommunista összeesküvésről, így azoknak 171 tanút kellett felvonultatniuk a vád alátámasztására. A gyújtogatásért az elkövetés időpontjában nem volt kiszabható halálbüntetés, azt csak később vezették be rá rendeleti úton, és Hitler március 23-i beszédében nyilvánvalóvá tette, hogy a tettesekkel szemben így kíván eljárni.
A tárgyalás szeptember 23-tól november 12-ig Lipcsében, november 13-tól december 23-ig Berlinben folyt. A Gestapo azonban időközben már egyezséget kötött a szovjet GPU-val a bolgárok átadásáról, így őket végül felmentették, majd 1934. február 27-én mindhármukat kitoloncolták a Szovjetunióba. A per ideje alatt is előzékenyen bántak velük, újságot olvashattak, leveleket írhattak és fogadhattak, Dimitrovot pedig meglátogathatta anyja és nővére is. Torglert szintén felmentették, Marinus van der Lubbét azonban halálra ítélték, méghozzá a cselekménye elkövetése után hozott törvény alapján, amely két fontos jogelvnek, a nullum crimen sine lege és a nulla poena sine lege elveknek mondott ellent. Lubbét 1934. január 10-én fejezték le guillotine-nal Lipcsében.

## Elméletek, viták
A nemzetiszocialisták azon elméletét, amely szerint a kommunisták gyújtották fel a Reichstagot, már akkoriban is kevés kritikusan szemlélődő ember vette komolyan. Tartósabbnak bizonyult a kommunista ellenpropaganda, amelyet Willi Münzenberg vezetésével hangoztattak, és ami igen hosszú időn keresztül tartotta magát. E szerint a nemzetiszocialisták maguk gyújtották fel a Reichstagot, hogy lehetőséget teremtsenek a totalitárius irányítás bevezetésére. Az elméletet azonban az 1960-as években Fritz Tobias és Hans Mommsen kutatásai döntötték meg, amelyek arra engedtek következtetni, hogy a gyújtogatás mögött Lubbe, mint magányos tettes állt. Mára a történészek között általánosan elfogadott ez az elmélet. Ugyanakkor napjainkban is akadnak történészek, akik a náci akció elméletét támogatják, mondván, hogy az épületben keletkezett károkat nem okozhatta egy magányos támadó.